# 강목체
강목체(綱目體)는 한자 문화권에서 역사책을 쓸 때 사용되는 체제이다. 편년체(編年體)의 일종으로 연대순으로 역사를 기록하는 형식은 같으나 기록 방식에는 약간 차이가 있다. 사실에 대하여 먼저 ‘강(개요)을 요약하여 쓰고 다음에 ‘목'(자세한 경위)를 쓰는 형식으로 서술한다. 주희(朱熹)의 《자치통감강목(資治通鑑綱目)》이 효시(최초)이다.

## 특징
강목체 사서는 역사를 기록할 때 '강'(綱)과 '목'(目)으로 구분하여 기록한다. 강은 기사의 큰 줄거리를 기록한 것으로 보통 큰 글씨로 기록한다. 목은 강의 하위 항목으로, 강의 내용을 구체적으로 서술한 것이다. 보통 작은 글씨로 기록하거나, 강보다 1~2칸 들여쓰기로 기록한다.
강목체 사서는 보통 성리학적 명분론에 따른 정통의 구별(統系)과 포폄(褒貶)을 밝히는 것을 중요하게 여겼다. 그래서 책 머리에 반드시 범례(凡例)를 두어 정통의 구별 및 포폄에 대한 원칙을 세웠다.
- 통계(統系)는 정통론(正統論)에 입각하여 여러 국가들 가운데 정통성을 가진 국가를 정통으로 삼고 다른 국가들은 참국(僭國), 소국(小國) 등으로 분류하여 서술하는 것이다. 보통 정통 국가의 기년을 중심으로 기록하여 첫머리에 큰 글씨로 쓰고, 참국의 기년을 작은 글씨로 부기하기도 했다. 정통 국가의 왕과 참국, 소국의 왕 역시 모두 그 표기를 다르게 하였다. 일례로 《동사강목》은 정통성을 가진 왕은 시호를 그대로 쓰고, 정통이 아닌 왕은 모(某)국왕, 소국의 왕은 모(某)국군, 참국의 왕은 이름으로 썼다.[2]
- 포폄(褒貶)은 역사적 사실에 대하여 칭찬하거나 꾸짖는 것이다. 강목체 사서는 글씨체나 글씨의 크기, 사용하는 용어 등을 통해서 포폄을 밝히는 것을 중요하게 여겼다. 여왕이나 참국의 왕은 먹으로 표시하거나 기년을 작은 글씨로 써서 죄를 밝힌다고 하였고, 일정한 기준에 따라 사용하는 용어를 구분하여 칭찬이나 꾸짖음을 표시하였다. 예를 들어 《동사강목》은 한국 측에서 중국을 공격하는 경우에는 침범(犯)으로 표시하였고, 같은 의미라고 해도 천하게 쓰는 말과 아름답게 쓰는 말을 구분하여 사용하였다.[2]

## 한국의 주요 강목체 사서
- 고려시대 1317년 충숙왕, 민지가 우리 역사상 최초의 강목체 사서인 《본조편년강목(本朝編年綱目)》을 편찬하였으나 현전하지 않는다.[3]
- 17세기 무렵부터 개인이 역사서를 많이 저술하였는데 대부분 강목체를 사용하였다. 대표적인 사서로는 홍여하(洪汝河)의 《동국통감제강(東國通鑑提綱)》, 유계(兪棨)의 《여사제강(麗史提綱)》, 임상덕(林象德)의 《동사회강(東史會綱)》, 안정복의 《동사강목》, 민경호(閔京鎬)의 《대동사강(大東史綱)》 등이 있다.[3]
- 한국의 강목체 사서에서 중요한 논란거리는 삼국 시대의 정통을 어떻게 보았는가 하는 것이다. 《동국통감제강》은 신라를 정통으로 보아 고구려와 백제는 부기(附記)하였으나 《동사강목》은 삼국을 무통(無統)으로 보아 신라, 고구려, 백제를 동등하게 저술하였다.[4][5]

## 같이 보기
- 기전체
- 편년체
- 기사본말체